# 明慧网
明慧网全稱法輪大法明慧網，於1999年6月21日创办、6月25日正式开通，是法轮功的门户网站。在中国当局开始镇压法轮功后，法轮功创始人李洪志指示法轮功学员在重大问题上看明慧网的态度。近年来，李洪志的新经文以及法轮功的重要通知均由该网站发布。此外，飞天艺术学院和神韵艺术团的招生和报名工作亦通过明慧网进行。明慧網稱其旨在「通过直接来自中国大陆的第一手资料，揭露中共对法轮功的迫害，讲清法轮功真相，同时弥补这场迫害给中国大陆大法弟子修炼环境带来的损失」，並提供全世界法轮功修炼者在修炼方面的信息。

## 简介
明慧網在中國境內有廣泛而活躍的聯繫網路，是海外的法輪功修煉者和中國境內修煉者之間的通訊管道，匯總受迫害的經歷、並提供各種資料，明慧网下属有明慧广播电台。內容例如學員煉功得益的敘述、全中國範圍內及地方上發生的權利遭侵害案例、法輪功在世界的傳播、以及對中共不實宣傳的反駁等。大纪元时报曾披露，明慧網做為披露迫害的信息交流中心，已核實數以千計的死亡案例細節，由於從中國蒐集信息極困难，明慧網的案例數字可能只是冰山一角。國際人權報告，例如美國國務院、美國國際宗教自由委員會、自由之家、國際特赦組織、美国之音會引用明慧網的報導消息。
明慧出版中心出版的英文書籍《明慧報告：法輪功在中國大陸被迫害二十年》2021年獲得「本傑明﹒富蘭克林獎」中的「比爾﹒費捨爾最佳首發書籍獎」銀獎，獎項介紹「這部具里程碑意義的作品呈現了第一手資料，關於中國共產黨對法輪功修煉者因其信仰，而系統性地監禁、酷刑和殺害，以及中共將迫害延伸到國外，透過恐嚇世界各地的政治、公民和商業領袖。」獲獎方表示「明慧網的志願者們，過去近22年中每一天與中國大陸的法輪功學員保持聯繫，並且把迫害案例備案，呈交給各個人權組織和各國政府領導。」

## 明慧广播电台
明慧广播电台是明慧网下属的一家国际短波广播电台，广播节目主要面向身在中国大陆的法轮功学员、普通民众及中国当局官员。明慧广播电台于2005年12月30日对中国大陆正式开播。2007年3月5日，明慧广播电台开始通过欧洲卫星通讯公司的W5号卫星向中国大陆播出节目，2008年6月16日，三家具有法轮功背景的媒体新唐人电视台、希望之声国际广播电台和明慧广播电台节目输送信号被中断，欧洲卫星公司（Eutelsat，简称“欧卫”）声称出现“技术故障”，法轮功方面则认为欧洲卫星公司受到了中共当局的压力。由于中华人民共和国无线电干扰，短波广播一度暂停，仅保留网络广播节目。2020年11年，明慧广播电台再度恢复对中国大陆的短波广播节目。
明慧广播电台每天对中国大陆播送两次节目，每次节目时长为一小时。
第一次播音：北京时间5:00-6:00，修炼交流。
第二次播音：北京时间17:00-18:00，明慧时事。
听众也可使用手机下载“明慧广播”应用程序收听节目。

## 遭中共封鎖與批评
2001年9月，明慧网发表《名为“转化” 实为迫害》的报道称宝鸡市610办公室把歧山县、宝鸡县、眉县、扶风等县的大法弟子非法调离县境，分别关押在宝鸡县石砍河某地和宝鸡县金河乡某地办“洗脑班”。中国网随后发表文章批評“明慧网”攻擊「法制教育學習班」例如「殘酷迫害」报道偏颇不实、造谣诽谤。國際特赦組織的報告則指出，1999年以來中共就有許多「洗腦中心」或稱為「法律法制教育學習班」等非正規拘留場所，以強迫法輪功學員放棄信仰，這裡普遍發生酷刑與虐待。明慧网在2019年发布了有所在地信息的转化学员的“洗脑班”名单，有3640个。
2002年動態網際網路技術公司統計，以流量計算，明慧網名列被中共封殺的十大網站。
2011年7月在中国中央电视台军事·农业频道的“军事科技”节目播出“网络风暴来了”，讲到网络攻击手法时，电视画面上操作的程序中，“选择攻击目标”字样后出现的选单中，见到“明慧网”的名字。華爾街日報報導，這段視頻片段中共軍網攻美國的團體，這可能已成為中共官方進行網絡攻擊的罕見例證，儘管北京聲稱從未進行網絡攻擊。